# 癞叶秋海棠
癞叶秋海棠（学名：Begonia leprosa）为秋海棠科秋海棠属的植物，是中国的特有植物。分布在中国大陆的广东、广西等地，生长于海拔700米至1,800米的地区，常生长在路边阴处潮湿地、林下潮湿处以及山坡潮湿岩石上，目前已由人工引种栽培。

## 别名
团扇叶秋海棠（图鉴）、老虎耳（广西罗城）、石上海棠、石上莲（广西植物名录）、伯乐秋海棠（广西药用植物名录）